# Lambaro Skep
Lambaro Skep is een bestuurslaag in het regentschap Banda Aceh van de provincie Atjeh, Indonesië. Lambaro Skep telt 4658 inwoners (volkstelling 2010).